# Catharine Muth
Catharine Muth (†Jersey City, 1916) fue una religiosa católica estadounidense, que fue primero dominica de la congregación de Newburgh y luego fundadora de las Congregación Dominica del Sagrado Corazón de Caldwell.

## Biografía
Catharine Muth nació en el seno de una familia estadounidense de origen alemán. No se sabe nada sobre la fecha de su nacimiento y sus primeros años antes de ser religiosa. Ingresó a la Congregación de Hermanas Dominicas de Newburg y en 1872 fue enviada, a la cabeza de un grupo de religiosas, para fundar una filial en Jersey City, para ayudar en la educación a los niños de inmigrantes alemanes.
En 1878, Muth fundó la Academia de Mount Saint Dominic, con el fin de preparar a mujeres jóvenes. Para la atención de estas obras con mayor liberta, la fundadora independizó la comunidad de Jersey City de la casa madre de Newburg, en 1881. Ella fue nombrada la primera priora general. El instituto fue aprobado como congregación de derecho diocesano el 16 de diciembre de ese mismo año. Ella misma lideró las primeras fundaciones de nuevas comunidades y estableció la casa madre en la localidad de Caldwell (Jersey City). La religiosa murió en 1916 en la casa madre de la congregación.